# ビアンカヴィッラ
ビアンカヴィッラ（イタリア語: Biancavilla）は、イタリア共和国シチリア州カターニア県にある、人口約2万4000人の基礎自治体（コムーネ）。

## 地理

### 位置・広がり
カターニア県のコムーネ。県都カターニアから北西へ24kmの距離にある。

#### 隣接コムーネ
隣接するコムーネは以下の通り。括弧内のENはエンナ県所属を示す。
- アドラーノ
- ベルパッソ
- ブロンテ
- カスティリオーネ・ディ・シチーリア
- チェントゥーリペ (EN)
- マレット
- ニコロージ
- パテルノー
- ラガルナ
- ランダッツォ
- サンタルフィオ
- サンタ・マリーア・ディ・リコディーア
- ザッフェラーナ・エトネーア

## 行政

### 行政区画
- Quartieri di: Badalato, Badia, Casina, Montalto, Sajola, Sberno, San Giuseppe, Sopra l'Orto, Spartiviale, Martina, Quattro Vanedde